# Стратфорд (Техас)
Стратфорд (англ. Stratford) — місто (англ. city) в США, в окрузі Шерман штату Техас. Населення — 1939 осіб (2020).

## Географія
Стратфорд розташований за координатами 36°20′12″ пн. ш. 102°4′26″ зх. д. / 36.33667° пн. ш. 102.07389° зх. д. (36.336609, -102.073915).  За даними Бюро перепису населення США в 2010 році місто мало площу 5,27 км², уся площа — суходіл.

### Клімат
| Клімат : Стратфорд    | Клімат : Стратфорд | Клімат : Стратфорд | Клімат : Стратфорд | Клімат : Стратфорд | Клімат : Стратфорд | Клімат : Стратфорд | Клімат : Стратфорд | Клімат : Стратфорд | Клімат : Стратфорд | Клімат : Стратфорд | Клімат : Стратфорд | Клімат : Стратфорд | Клімат : Стратфорд |
| Показник              | Січ.               | Лют.               | Бер.               | Квіт.              | Трав.              | Черв.              | Лип.               | Серп.              | Вер.               | Жовт.              | Лист.              | Груд.              | Рік                |
| Середній максимум, °C | 9,1                | 10,8               | 15,5               | 20,7               | 25,6               | 30,6               | 33,1               | 31,9               | 27,9               | 21,6               | 14,7               | 8,7                | 20,8               |
| Середній мінімум, °C  | −6,8               | −5,5               | −1,5               | 3,1                | 8,9                | 14,4               | 17,2               | 16,6               | 11,8               | 4,7                | −1,8               | −6,6               | 4,6                |
| Норма опадів, мм      | 13                 | 11                 | 32                 | 31                 | 57                 | 56                 | 57                 | 66                 | 43                 | 33                 | 18                 | 18                 | 436                |
| --------------------- | ------------------ | ------------------ | ------------------ | ------------------ | ------------------ | ------------------ | ------------------ | ------------------ | ------------------ | ------------------ | ------------------ | ------------------ | ------------------ |
| Джерело: NOAA         |                    |                    |                    |                    |                    |                    |                    |                    |                    |                    |                    |                    |                    |

## Демографія
Згідно з переписом 2010 року, у місті мешкало 2017 осіб у 711 домогосподарстві у складі 543 родин. Густота населення становила 383 особи/км².  Було 782 помешкання (148/км²).
Расовий склад населення:
| - 88,7 % — білих - 0,4 % — корінних американців - 0,3 % — чорних або афроамериканців - 8,8 % — осіб інших рас |

До двох чи більше рас належало 1,6 %. Частка іспаномовних становила 45,9 % від усіх жителів.
За віковим діапазоном населення розподілялося таким чином: 31,1 % — особи молодші 18 років, 55,1 % — особи у віці 18—64 років, 13,8 % — особи у віці 65 років та старші. Медіана віку мешканця становила 36,0 року. На 100 осіб жіночої статі у місті припадало 103,1 чоловіків;  на 100 жінок у віці від 18 років та старших — 101,0 чоловіків також старших 18 років.
Середній дохід на одне домашнє господарство  становив 60 937 доларів США (медіана — 48 889), а середній дохід на одну сім'ю — 65 213 долари (медіана — 56 042). Медіана доходів становила 40 231 долар для чоловіків та 30 147 доларів для жінок. За межею бідності перебувало 10,9 % осіб, у тому числі 21,3 % дітей у віці до 18 років та 1,7 % осіб у віці 65 років та старших.
Цивільне працевлаштоване населення становило 1022 особи. Основні галузі зайнятості: освіта, охорона здоров'я та соціальна допомога — 18,2 %, сільське господарство, лісництво, риболовля — 17,6 %, виробництво — 15,0 %, роздрібна торгівля — 13,9 %.